# 近鉄バス稲田営業所
近鉄バス稲田営業所（きんてつバスいなだえいぎょうしょ）は、大阪府東大阪市稲田三島町に所在する近鉄バスの営業所。主に東大阪市中部や大東市、四條畷市、門真市、八尾市北部を運行エリアとする。一般路線バスのほか、高速バスの運行も一部担当し、特定輸送として学校などの契約輸送も受託している。
営業所の前には、ショッピングセンター「フレスポ東大阪」がある。

## 概要
1965年に近畿日本鉄道自動車局の茨田（まった）自動車区・営業所として、大阪市城東区茨田浜、後の大阪市鶴見区浜一丁目（諸口停留所前）に開設された。当時は阪奈道路（主要地方道大阪生駒線）に頻繁運行する阪奈生駒線などの基地となった。
1990年の国際花と緑の博覧会が鶴見緑地にて行われるため、その整備のために茨田営業所の土地は大阪市に譲渡し、1989年4月1日に系列の近畿車輛の施設などがあった現在地に移転、稲田自動車区・営業所として再スタートを切った。ただし、この時点で営業所前には停留所は設置されず、担当路線の車両は全て回送での出入庫となった（梅田・京橋方面からの諸口折返便は折返場のある浜南口へ延伸）。
なお、1993年に枚岡自動車区が廃止された際には、当自動車区の分室として枚岡車庫を置くようになったが、1999年の近鉄バス分社化後は再び枚岡営業所として分離している。
2009年4月21日より後述の阪奈生駒線（梅田発着）が延長されたことで、営業所に「稲田車庫前」停留所を新設し、バスでのアクセスも可能となったが、2017年の阪奈生駒線休止により再び営業所前から発着する路線はなくなっている。徒歩では学研都市線の徳庵駅から東へ1kmほど。
2002年よりスルッとKANSAI（Jスルーカードにも対応したが2009年3月1日をもって利用終了）にも対応しており、近鉄バスカードも使用できる。2015年4月1日より、他の近鉄バス一般路線と同様PiTaPaやICOCAなどの交通ICカードが使えるようになった。

## 現行路線

### 萱島線
八尾市から東大阪市、大東市を経て門真市・寝屋川市まで南北に結ぶ長距離幹線。近鉄大阪線（近鉄八尾駅）、近鉄奈良線（若江岩田駅）、近鉄けいはんな線（荒本駅）、JR学研都市線（住道駅）、京阪本線（萱島駅）の鉄道5路線を連絡する。渋滞の激しい府道21号八尾枚方線経由のためダイヤは乱れやすく、全線通しの39番は約16kmの距離を2時間以上かけることもある。
1998年の改編以前は、全線通しと八尾 - 住道、荒本 - 萱島の系統で構成され、それ以降は、八尾 - 住道と荒本 - 萱島の南北2系統に分かれていた。2006年の改編で、全線通し系統が完全に復活するとともに、全線通し系統も荒本、住道両駅前への乗り入れが行われるようになった（それまでは八尾枚方線を直進し両駅前への乗り入れはしていなかった）。この際にJR住道のりばは、北口1階の寝屋川南岸のデッキ下（現在の大東市コミュニティバス「住道駅中央」）から南口ロータリーに変更された。
2023年6月1日から平日の朝夕計4往復と荒本駅前発萱島行きの1本以外はJR住道で系統分割を実施したが、ICカードを利用して乗り継いだ場合は通し運賃で利用可。なお日中は住道から八尾方面が1時間に3本程度、萱島方面は1本程度である。
かつては八尾や住道から門真団地へ乗り入れる系統もあった。
近鉄八尾駅前を発着地としているが、この路線は八尾営業所の車両での運行はしておらず、全便が稲田営業所管轄である。
八尾市内の萱振と終点の萱島付近は狭隘なため、ロングボディ含む中型車の運行が多い。
近鉄八尾駅前では6番のりばから、JR住道では八尾方面が1番・萱島行きが2番のりばから発車。

#### 八尾・荒本発着
2006年11月より日中のみアリオ八尾のバスターミナルに乗り入れるようになった（乗り入れ時間帯以外は光町二丁目停留所での乗降）。
- 36番：近鉄八尾駅前 - 萱振 - 若江岩田 - 菱江 - 荒本駅前 - 朋来住宅前 - JR住道
  - 日中以外は基本的にこの系統が運行される。
- 38番：近鉄八尾駅前 → 萱振 → 若江岩田 → 菱江 → 荒本駅前
  - 土休日の最終便のみ。
- 41番：荒本駅前 - 朋来住宅前 - JR住道
  - 荒本駅前行きは休日の最終便のみ（土曜ダイヤでは運行されない）。
  - JR住道行きは平日と土曜日の早朝2本のみで、こちらは逆に休日ダイヤのみ設定なし。

- 43番：近鉄八尾駅前 - アリオ八尾 - 萱振 - 若江岩田 - 菱江 - 荒本駅前 - 朋来住宅前 - JR住道
  - 日中1時間に3本、20分間隔で設定されているアリエ八尾への乗り入れ系統。
  - 住道発は9〜15時台（土休日は16時台にも1本設定）、八尾発は10〜16時台の運行。

#### 萱島発着
終点の萱島は寝屋川市との境界付近で、萱島駅は寝屋川市にある。のりば（南行）は門真市で、おりば（北行）は寝屋川市に位置しており、いずれも京阪バス寝屋川営業所高柳線の京阪萱島駅前停留所と同位置にある。
- 37番：荒本駅前 → 朋来住宅前 → JR住道 → 赤井 → 巣本 → 萱島
  - 平日の荒本駅前からの初発便のみ。
- 40番：JR住道 - 赤井 - 巣本 - 萱島
  - 系統分割に伴い2023年6月1日から設定。
  - 日中1時間に1本程度運行されるが、間隔は不均一となっている。

#### 全線通し便
上述の通り、平日朝夕各2往復ずつの計4往復のみとなっている。
なお日中に全線通し便が運行されていた頃は、アリオ八尾乗り入れの44番も運行されていた。
- 39番：近鉄八尾駅前 - 萱振 - 若江岩田 - 菱江 - 荒本駅前 - 朋来住宅前 - JR住道 - 赤井 - 巣本 - 萱島

### 春宮線
かつて近鉄バス本社のあった近鉄奈良線河内小阪駅から八戸ノ里駅を経て北上し、大阪商業大学、東大阪市役所・大阪府立中央図書館、市役所最寄りの近鉄けいはんな線荒本駅、JR学研都市線の鴻池新田駅まで結ぶ南北幹線の一つ。もとは小阪駅前からは機械団地までの路線であったが、1990年代の改編で鴻池新田駅へ延伸となった。近畿日本鉄道直営時代と近鉄バス設立後のしばらくは布施営業所の担当もあった。
2021年12月20日改正までは新家 - 機械団地間が北行と南行で経路が異なり、両方向とも先に東大阪市役所前を経由して荒本駅前へ乗り入れるルートになっていたが、長田駅前停留所新設に伴う経路変更に合わせて解消され現在の形となっている。春宮住宅内と機械団地付近以外は渋滞の多発区間でダイヤは乱れやすい。東大阪市の補助を受けて、CNGバスやハイブリッドバスの導入も行われている。
小阪駅前・八戸ノ里駅前ともに3番のりばから発車。
- 15番：小阪駅前 - 八戸ノ里駅前 - 商業大学前 - 新家 - 長田駅前 - 東大阪市役所前（府立図書館前）- 荒本駅前 - 機械団地 - 鴻池新田駅
  - 2013年10月21日改正までは1時間に3本程度運行されていたが、土休日ダイヤでの減便を経て現在は終日1時間に1～2本、不均一間隔で運行。

### 阪奈生駒線
住道駅から阪奈道路経由で生駒山地にある竜間地区へ向かう路線。
道路の都合上、東行と西行で経路が異なる。住道駅前 - 寺川・産業大学前までは特殊区間制、寺川→生駒登山口、生駒登山口→産業大学前間は対キロ区間制運賃となる。住道駅前と寺川（往路）または中垣内（復路）の間は枚岡営業所担当の四条畷線（住道発着の30番・31番）と補完関係にある。
なお、阪奈生駒線はもともと、未成線に終わった大阪電気軌道四条畷線の流れを汲んで、戦前に東野田四丁目から住道大橋間まで開設された路線で、大阪市中心部の梅田・天満橋から京橋を経由し大東市や生駒山、最盛期には近鉄奈良駅・奈良ドリームランドなどへも至る、幅広い路線網を有していた。2017年3月31日に現在の16番のみになる直前の時点では、梅田から蒲生四丁目・鶴見区役所を経て東大阪市方面へ向かい稲田車庫前を結ぶ系統やJR住道へ向かう系統があった。
住道駅前では1番のりばから発車。
- 16番：住道駅前 - 大東市役所前 - 寺川 - 生駒登山口
  - 1時間に1本程度、不均一間隔で運行されている。

### 中央環状線
八戸ノ里駅から中央環状線旧道を経由し、近畿大学のある上小阪を経て金物団地を結ぶ。
2015年4月1日のダイヤ変更より布施営業所から移管された。布施管轄時代は金物団地前周辺で循環運行となる73・74番（移管直前に廃止）や布施駅前始発で俊徳道駅前・宝持・八戸ノ里駅前・春宮住宅西口から近畿自動車道経由で日本庭園前・エキスポランドを結ぶ80番なども存在した。
2018年10月1日改定で小阪駅前へ乗り入れていた77番を廃止し、近大シャトルとの並行区間である八戸ノ里駅前 - 上小阪住宅前間は運賃を100円に値下げした。2023年11月1日の運賃改定により現在は120円となっている。
2019年4月1日のダイヤ変更より金物団地より先の久宝寺口駅へ乗り入れていた71番が休止。これにより76番のみの運行となった。
2024年3月21日のダイヤ変更より昼間の運行を取り止め、朝夕のみの運行となった。
八戸ノ里駅前では2番のりばから発車。
- 76番：八戸ノ里駅前 - 宝持 - 上小阪住宅前 - 金物団地前
  - 朝夕のみの運行になってからは、11時台から14時台までの時間帯は運行は行われない。
  - 運行される時間帯での運行間隔は概ね40分から50分間隔で運行されている。

### 近畿大学線
通称「近大シャトル」。
2015年4月4日運行開始。近畿大学の東門（中央環状線上小阪住宅前近く）と八戸ノ里駅をノンストップ、運賃120円で結ぶ。これにより最寄駅となっている近鉄大阪線長瀬駅から大学までの混雑緩和にも寄与するとしている。学生・学校関係者以外の利用も可能。近畿大学の休校日等は運休。
八戸ノ里駅前では1番のりばから発車。
- 100番：八戸ノ里駅前 - 近畿大学東門前

### 清滝線
四條畷市内の路線で、往路と復路で行先番号が異なる。
営業所からは多少離れているが（枚岡営業所のほうが近い）、古くから当営業所の担当である。もとは住道駅から深野、大阪外環状線経由で四条畷まで達し、さらに国道163号（清滝街道）を経由して清滝団地、飯盛霊園、北田原を経て田原台や奈良県生駒市の高山まで運行されていた。1996年に短縮されて生駒市への乗り入れはなくなり、その後は四條畷市が四條畷市コミュニティバスの運行を開始したこともあり、清滝団地・電通大までの運行がメインとなった。なお、四條畷市コミュニティバスについては、前身となった無料バス時代に近鉄バスも運行受託したが、再編・有料化された際に共同で受託していた京阪バスの単独運行となっている。
2008年10月25日より忍ケ丘駅を経由する便が新設されたが、2017年10月1日改正で廃止された。
この他、墓参時期（お盆や彼岸など）に臨時の四条畷 - 飯盛霊園間直行バスが運行される。一部に飯盛霊園からいこいの広場前 → 5区15列横 → アスレチック広場前の順に経由して飯盛霊園に戻り、再び駅に直行する循環系統もある。
- 68番：四条畷 → 清滝団地 → 四條畷電通大
  - 基本系統で、日中1時間に0〜2本運行。
  - 過去には清滝団地から飯盛霊園を経て田原台八丁目へ向かうものも存在[注 11]。

- 61番：四條畷電通大 → 清滝団地 → 四条畷
  - 68番の復路に相当する。
  - 朝に清滝団地始発便も運行される[注 12]。
- 67番：四条畷 → 四條畷電通大
  - 清滝団地は経由しない。
  - ラッシュ時間帯が中心だが、日中にもごく少数運行される（62番も同様）。
  - 元は清滝団地を経て緑の文化園前へ向かう系統であった（復路は61番）。
- 62番：四條畷電通大 → 四条畷
  - 67番の復路に相当。よって清滝団地は経由しない。
- 直通：四条畷 - 四條畷電通大
  - 現在の近鉄バスでは唯一となる一般路線の大学直行便で、2024年3月に新設。
  - 学休期を除く平日のみ運行。運行日は当路線全便の約半数を直通便が占める。

### 大東コミバス線
大東市が運行するコミュニティバスで、正式名称は「大東市コミュニティバス」。近鉄バス稲田営業所に運行を委託している。
2001年12月26日運行開始。公共施設巡回路線（現：Aコース）、住道駅前 - 三箇地区を結ぶ路線（現：Bコース）の2コースで運行開始した。2003年5月1日に公共施設巡回路線を再編し、住道駅南口と南新田地区・朋来住宅を結ぶ路線に変更した。2009年10月1日に西部方面コース（Cコース）を新設した。
住道駅南口（JR住道）発着で南新田地区や朋来方面への「南新田・朋来コース（Aコース）」、住道駅北口発着で市役所・御領・三箇方面への「三箇方面コース（Bコース）」、住道駅北口・中央（北口1階）発着で市西部の新田・諸福・大野地区を循環する「西部方面コース（Cコース）」の3コースを運行する。
9系統が設定されており、主に運行されるのはBコースの1番、Aコースの9番、Cコースの7番（右回りと左回りがある）で、それ以外は便数が少ない。
専用車両はピンク色の小型車で、市内の野崎観音にちなんだ「おそめ・久松」を描いた日野・リエッセ、大東市のマスコットキャラクター「ダイトン」と市の花キク、「ダイトン」と虹を描いた日野・ポンチョ（2代目）を使用する。
- 1番：住道駅前 - 大東市役所庁舎前 - 大東町 - 御領東 - 三箇小学校 - 三箇公園
- 2番：住道駅前 → 大東市役所庁舎前
- 3番：住道駅前 - 大東町 - 御領東 - 三箇小学校 - 三箇公園
- 5番：大東市役所庁舎前 → 住道駅東 → 住道駅南 → 扇町西 → 住道駅南
- 6番：住道駅南 → 総合文化センター→大東市役所庁舎前
- 7番：住道駅前 - 南郷公園前 - 新田中央公園前 - 諸福老人福祉センター前 - 灰塚二丁目 - 住道駅中央
- 8番：住道駅南 - 扇町西 - 三洋町 - 灰塚南詰 - 朋来住宅中
- 9番：住道駅南 - 総合文化センター - 南新田西（循環）

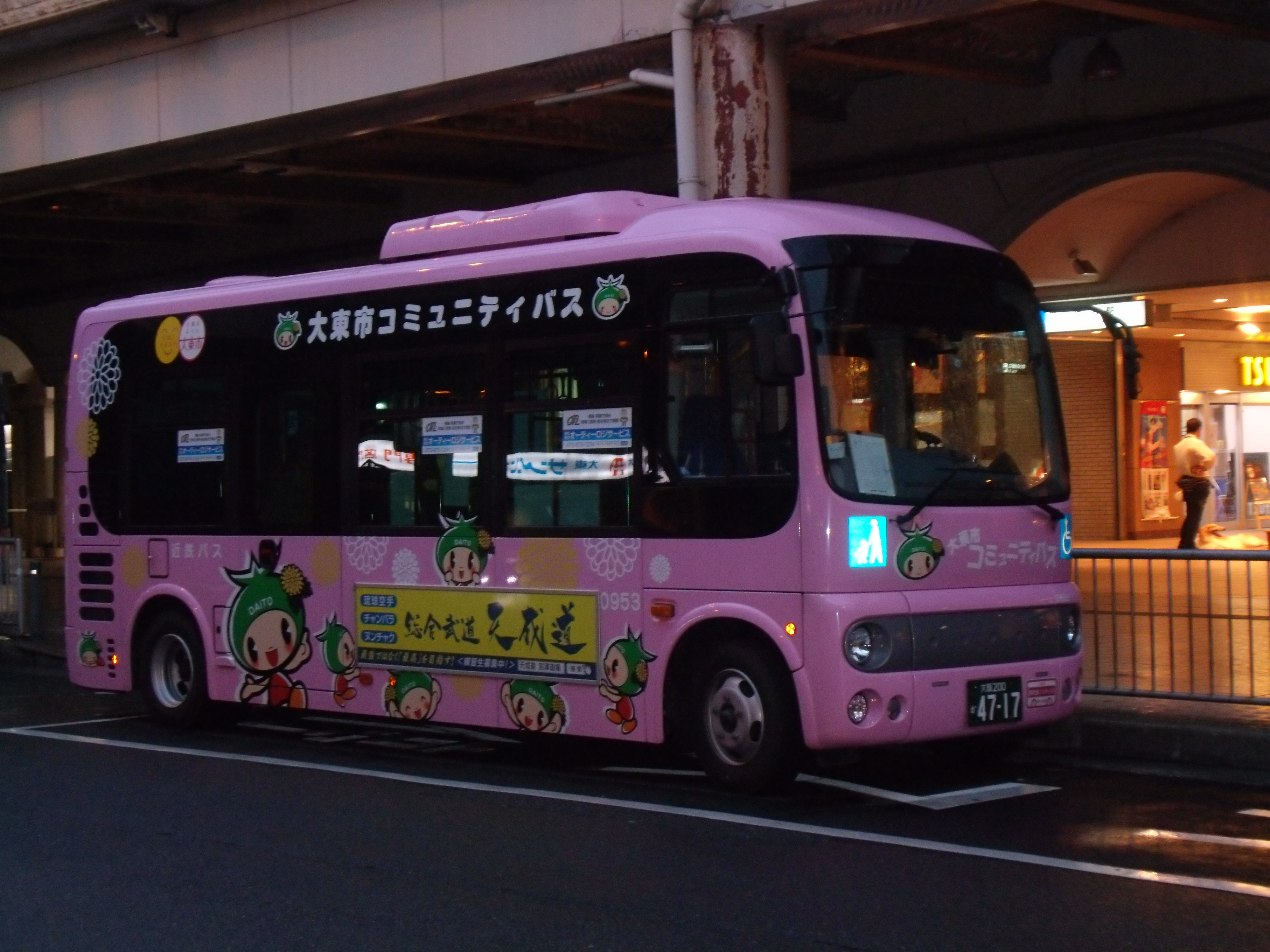
大東市コミュニティバス専用車両 （0953号車）
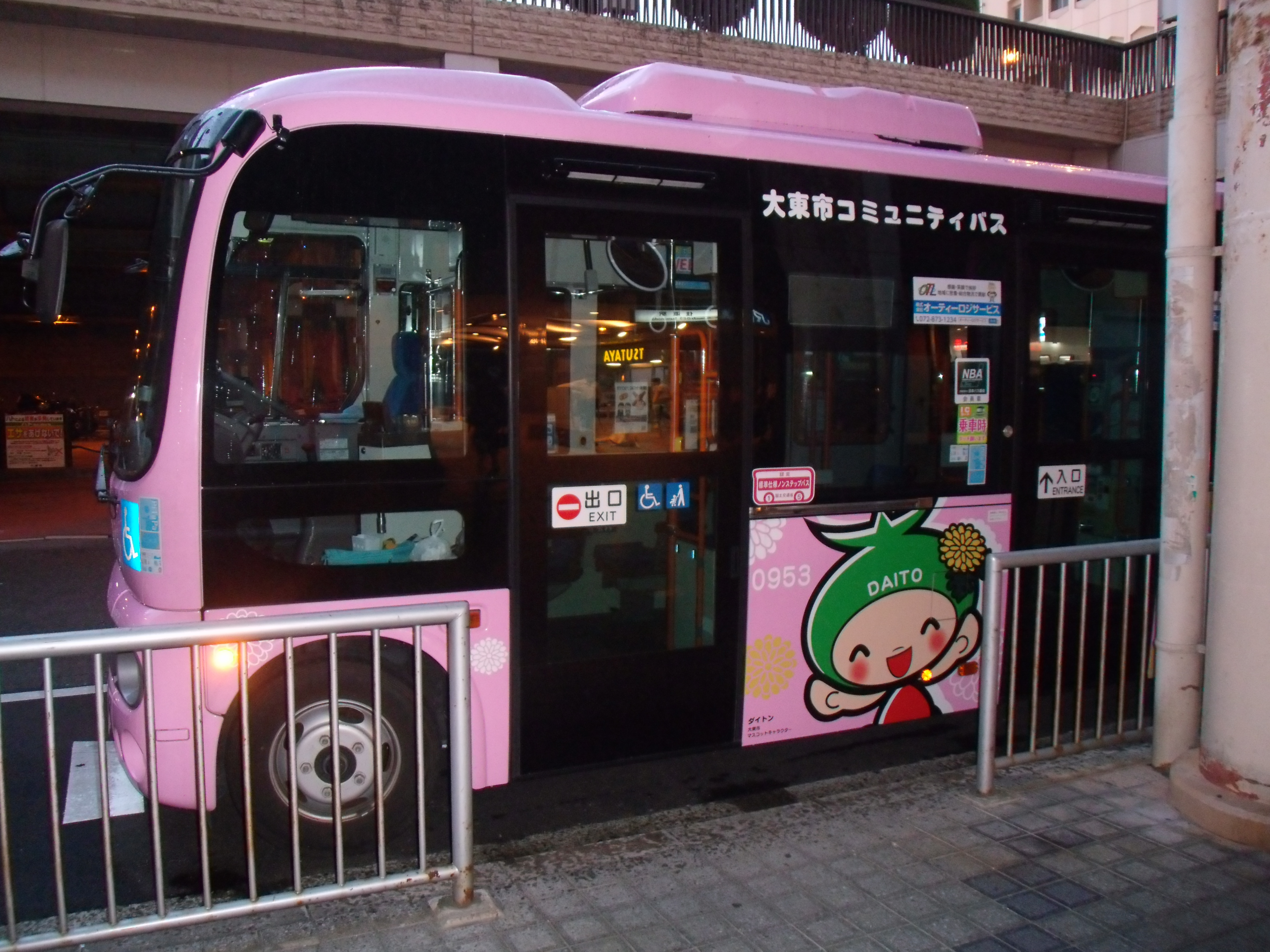
2ドアロングボディのポンチョ、後乗り前降り方式 （0953号車）
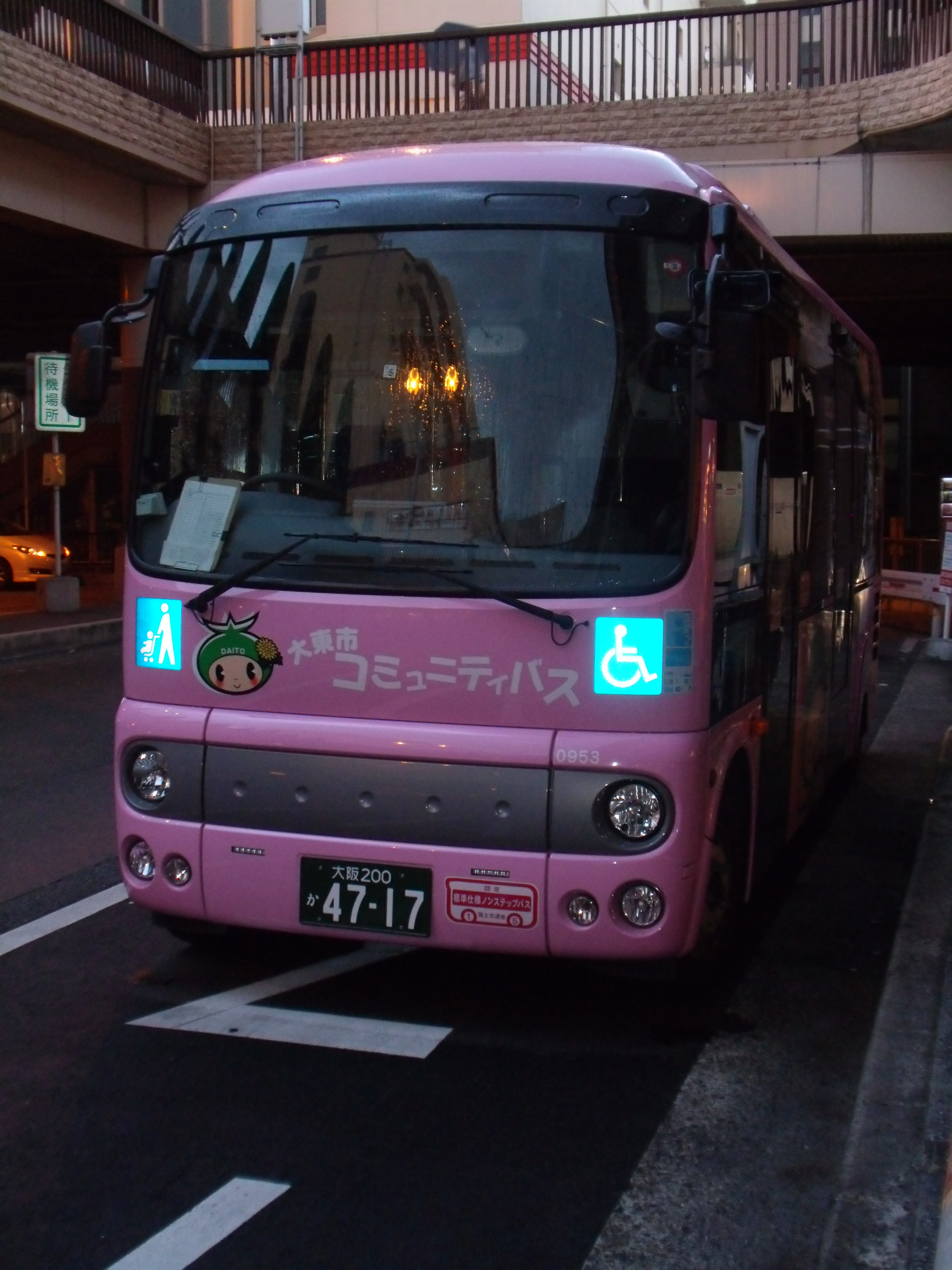
ベビーカーも畳まず乗れるノンステップバス （0953号車）

## 高速バス
2023年2月現在、担当している路線は全て夜行路線である。詳細は各項目を参照のこと。

### 福島特急線
- ギャラクシー号（大阪・京都 - 郡山・福島）

### 宇都宮特急線
- とちの木号（大阪・京都 - 久喜・栃木・宇都宮）

### 埼玉特急線（2代目）
- サテライト号 （大阪・京都 - 池袋・さいたま新都心・大宮）

### 大分特急線
- SORIN号 （京都・大阪・神戸 - 中津・別府・大分）
  - 京都発着であるが稲田営業所が担当している。
  - 元はエメラルド号（大阪 - 別府・大分・佐伯）であった。

## 過去の担当路線

### 茨田大宮線
茨田大宮線は、1990年代半ばまでは1時間に2便程度は運行されており、区間便などが多いためこのように系統数が多かった。56番（地下鉄門真南 - 鴻池新田駅）は、2004年から2005年にかけて試験運行された系統。試験運用終了後は、従来どおり平日の夜1便だけ54番（門真団地→鴻池新田駅）の運行があったが、休日1便に減便の後、2009年3月20日をもって休止された（最終運行は3月15日）。
- 50番：茨田大宮 - 鴻池新田駅 - 機械団地 - 春宮住宅
- 51番：門真団地 - 茨田大宮 - 鴻池新田駅 - 機械団地 - 春宮住宅
- 52番：茨田大宮 - 鴻池新田駅 - 機械団地
- 53番：門真団地 - 茨田大宮 - 鴻池新田駅 - 機械団地
- 55番：茨田大宮 - 鴻池新田駅
- 56番：地下鉄門真南 - 茨田大宮 - 鴻池新田駅
- 54番：門真団地 → 地下鉄門真南 → 茨田大宮 → 鴻池新田 → 鴻池新田駅

### 吉田住道線
2012年4月7日に開設された。かつて吉田駅から北側の加納工業団地を循環する路線が1990年代まで存在したためこの地区では路線の復活となる。当路線は循環ではなく加納地区の西側を走行して住道駅へ向かう路線となった。吉田駅にはロータリーがないため行きと帰りで経路が異なる。運行開始当初は概ね30分毎に運行されていたが、日中の60分おきへの減便をされたのち、さらに、運転士不足と利用者の減少を理由に2016年6月1日改正より、土曜日のみ1往復の運転となった。そして、2017年3月31日をもって運転を取りやめとしたため、再び加納地区は路線バス空白地となった。
吉田駅では花園駅前行の路線に乗り換えが、JR住道で萱島線や大東コミバス線などに乗り換えが可能であった。
運賃は大人200円・小児100円均一となっていた。JR住道にて大東市内各停留所と大東市コミバス・大東市役所庁舎前の間で乗り継ぎ制度が有り、当路線から乗り継ぐ場合、乗車時に発券される整理券を持ってJR住道降車時乗務員に申告して乗継券を受け取りコミバスへ乗り継ぐとコミバス運賃が不要。逆は住道駅前コミバス降車時100円を支払い乗務員に申告して乗継券を受け取ると当路線運賃が大人100円・小児および65歳以上50円となっていた。
- 70番：吉田駅前 - 中新開一丁目 - 川田三丁目 - 加納公園前 - 御供田四丁目 - JR住道

### 布施線
当営業所が管轄していたのは「徳庵系統」。もとは早瀬橋系統と合わせて布施営業所の担当であったが、2015年4月1日に中央環状線とともに移管。そのまま2024年9月21日の路線休止まで当営業所によって運行された。
府道15号茨木八尾線を経由して小阪と徳庵駅を結ぶ。2015年に延伸されるまでは徳庵駅南側にある徳庵停留所までの運行で、折り返し場のターンテーブルを使っていた。4月1日改正で徳庵駅のロータリーに乗り入れ、近畿車輛前などを経由する循環系統となった。
長年、比較的利用者が多かった事などから狭隘区間が多い割には大型車が使われ、その後も中型車が使われていたが、徳庵駅前に延伸して循環するルートになった際に道路環境の関係などから小型車に変わった。
路線休止後、楠根・稲田地区が公共交通空白地帯となっていたが、2025年6月10日に大阪バスが布施徳庵線が開始されたため、解消されているが、高井田中央駅を経由する他、中央大通を境に南側の区間は経路が大きく異なっている。
- 21番：小阪駅前 → 八戸ノ里駅前 → 商業大学前 → 東大阪大学前 → 徳庵 → 徳庵駅前 → 近畿車輛前 → 徳庵 → 東大阪大学前 → 商業大学前 → 八戸ノ里駅前 → 小阪駅前
  - 徳庵発着の出入庫便もあった。

### 四條畷市公共施設巡回バス「くすのき号」
2000年から四條畷市が運行していた公共施設巡回バス「くすのき号」を運行受託していたが、2004年4月1日からの有料化・コミュニティバス路線化に伴い撤退した。

## 高速バスの移管・廃止路線

### 八王子特急線
- トレンディ号（大阪・茨木 - 八王子、新宿特急線「ツィンクル号」に統合。詳細は八尾営業所の記事を参照）

### いわき特急線
- シーガル号（大阪・京都 - 日立・いわき・浪江）

### 真岡特急線
- とちの木号（大阪・京都 - 小山・下館・真岡、休止）

### 山口特急線
- カルスト号（京都・大阪 - 山口・萩、京都営業所に移管）

### 宿毛特急線
- しまんとブルーライナー（大阪・神戸・舞子 - 中村・宿毛）
  - 昼行便のみの担当。夜行便は現在も運行されており、開設当初より京都営業所が担当している。

## 特定輸送
以下の契約輸送を受託している。
- 大阪電気通信大学：寝屋川、四条畷キャンパス間の連絡バスなどを運行。専用車にはゴリラの絵が描かれている。
- 大阪産業大学：住道駅（南口近くに専用乗り場を設置）と大学間の送迎バスを専用車で運行。
- 近畿大学附属中学校・高等学校：スクールバス。八戸ノ里駅、鴻池新田駅、地下鉄門真南、門真市駅、久宝寺口駅、久宝寺駅と学校を結ぶ。当営業所では主に鴻池新田駅、門真市駅の便を担当する。

## 車両
かつては大型車両で運行される路線も多かったが、現在は管内各路線の需要が往時と比べて大きく低下していることや、そもそも当営業所に所属する大型車自体が少ないことから大半の路線で中型車を中心に運行される。
大型車については日野・ブルーリボンシティや日野・ブルーリボンのハイブリッドバスも所属しており、主に春宮線で使用される。
大東市コミュニティバスは、専用カラーの小型車（日野・リエッセ、日野・ポンチョ）限定運用となる。
ノンステップバスは中型長尺車（日野・レインボーHR）も在籍するが、同タイプは近鉄バスでは他に鳥飼営業所にのみ配置されている。
なお、茨田営業所時代は大阪市内にありながら「なにわ」ナンバーでは登録せず「大阪」ナンバーになっていた。このため、稲田営業所に移転した際にナンバープレートの付け替えは行われていない。